# Estación de Els Monjos
Els Monjos es una estación de la línea R4 de Rodalies Renfe de Barcelona situada en el municipio de Santa Margarita y Monjós en la provincia de Barcelona.
Es una de las estaciones de la llamada línea de Villafranca que une Barcelona con San Vicente de Calders por el interior.
Es considerada más bien apeadero, ya que no dispone de taquillas, ni máquinas autoventa, ni paso subterráneo, ni bar. Únicamente dispone de validadora, aparcamiento y retretes.
| << cabecera                    | < estación | línea | estación >              | cabecera >>     |
| ------------------------------ | ---------- | ----- | ----------------------- | --------------- |
| Rodalies de Catalunya de Renfe |            |       |                         |                 |
| San Vicente de Calders         | Arbós      |       | Villafranca del Panadés | Tarrasa Manresa |

- Datos: Q8779714
- Multimedia: Els Monjos train station / Q8779714